# Арна (мифология)
Арна (она же Меланиппа, др.-греч. Ἄρνη, Μελανίππη «черноконная») — персонаж древнегреческой мифологии.
Арна — эпоним Арны (главного города племени беотийцев в Фессалии) и города Арна в Беотии (позже получил имя Херонея).
Миф об Арне и миф о Меланиппе, положенный в основу трагедий Еврипида «Мудрая Меланиппа» и «Меланиппа-узница», являются вариантами одного сюжета, тесно связанного с Посейдоном как богом лошадей, а позднее — богом моря. При этом предполагается существование либо двух героев с именем Эол (дед и внук), либо трёх героев: Эол (сын Эллина), его потомок Эол (сын Гиппота) и внук этого — Эол, повелитель ветров в «Одиссее». Поскольку Меланиппа является прабабкой Арны, варианты сюжета интерпретируются как его повторение на хронологически разных уровнях одной генеалогической линии.

## Основное содержание мифа
Дочь Эола или Десмонта. Возлюбленная Посейдона. Посейдон превратился в быка и овладел ею.
Родила двух сыновей от Посейдона, отец ослепил её, а детей бросил зверям, их выкормила корова. По Еврипиду, она родила в отсутствие отца, бросила детей, их выкормила корова, и Эол приказал их сжечь как рождённых коровой. Согласно поэме Асия — Меланиппа родила некоего сына в чертогах у Зевса. Её детей назвали Беот и Эол.
Отправлена отцом в Метапонт. Её привели к царю Метапонту, либо Метабу, либо Дию.
Согласно Павсанию, Меланиппа — нимфа, жена Итона, мать Беота.

## Изложение Диодора
В «Исторической библиотеке» Диодора Сицилийского «Греческая мифология» (Книга IV), упоминается миф про Арну.
У Эола, сына Гиппота, была дочь Арна. Она родила от Посейдона сына, Беота. Эол, не поверил что его дочь сочеталась с Посейдоном и будучи разгневанным прелюбодеяними, отдал Арну Метапонту и приказал увезти её в город Метапонт.
Проживая в городе Метапонт, Арна родила двух сыновей, Эола и Беота. Метапонт и его супруга Автолита (или Феано), будучи бездетными, усыновили детей. Когда сыновья выросли и возмужали, в городе произошёл бунт, и воспользовавшись ситуацией, силой захватили царскую власть.
Но Арна враждовала с супругой Метапонта, и сыновья помогли матери убить Автолиту. Метапонт не мог перенести утрату, и поэтому Арна с сыновьями покинули город и пустились в плавание вместе с многочисленными сторонниками.
Эол захватил острова в Тирренском море и назвал их Эоловыми, и основал город, который назвал Липара. Беот же отправился к Эолу, отцу Арны, и, усыновленный им, стал царем Эолиды. Беот назвал страну по имени матери, Арна, а народ проживающий там беотийцами.

## В литературе и искусстве
Действующее лицо трагедий Еврипида «Мудрая Меланиппа» и «Меланиппа-узница» (сохранились незначительные фрагменты), трагедии Энния «Меланиппа».
В трагедии русского поэта Иннокентия Анненского (1855—1909) «Меланиппа-философ» тоже действует этот персонаж.
Отрывок из трагедии «Меланиппа-философ»
«Миф об Эоле и Меланиппе»

У Геллена, сына Зевса, был сын Эол. Когда умерла его первая жена (Евридика), Эол женился на дочери мудрого кентавра Хирона, жившего неподалёку от Магнесии, на склонах горы Пелия. Эту дочь звали Гиппа. Перед тем как жениться на Гиппе, Эол должен был победить её в борьбе. Затем она тайно родила ему дочь Меланиппу, или Арну, и уже потом сделалась его официальной женой. Она жила недолго, но по смерти боги сделали её звездою. У Эола в семье был ряд несчастий. Его дети, Макарей и Канака (от первого брака), заключили между собой нечестивый брак. Узнав о нем, отец послал Канаке меч. Макарей выпросил жизнь для своей несчастной жены и сестры, но когда он поспешил с вестью о прощении к Канаке, то застал её плавающей в собственной крови; она была мертва. Макарей тут же убил себя на её трупе, а Эол ушел на год в добровольное изгнание. Тем временем Меланиппа зачала и родила от Посейдона двух сыновей, которых по приказанию их божественного отца положили на царское пастбище. Там отыскали их конюхи только что вернувшегося Эола и, приняв за демонов или вообще за дурное предзнаменование (детей кормила корова), принесли к царю. Царь определил их сжечь. Когда красноречивая защита Меланиппы, доказывавшей, что это дети, а не демоны, не удалась, — ей пришлось открыть, что она их мать. Тогда детей решили отнести на прежнее место, а Меланиппу ослепили и заключили в темницу. Посейдон спас детей и дал им вырасти, сделав потом Эола и Бэота эллинскими эпонимами.